# NGC 579
NGC 579 este o galaxie spirală situată în constelația Triunghiul. A fost descoperită în 22 noiembrie 1827 de către John Herschel.